# Município de Liberty (condado de Union, Ohio)
O município de Liberty (em inglês: Liberty Township) é um município localizado no condado de Union no estado estadounidense de Ohio. No ano de 2010 tinha uma população de 1.948 habitantes e uma densidade populacional de 20,49 pessoas por km².

## Geografia
O município de Liberty encontra-se localizado nas coordenadas 40° 19′ 59″ N, 83° 28′ 55″ O. Segundo a Departamento do Censo dos Estados Unidos, o município tem uma superfície total de 95.06 km², da qual 93.54 km² correspondem a terra firme e (1.59%) 1.51 km² é água.

## Demografia
Segundo o censo de 2010, tinha 1.948 habitantes residindo no município de Liberty. A densidade populacional era de 20,49 hab./km². Dos 1.948 habitantes, o município de Liberty estava composto pelo 97.79% brancos, o 0.56% eram afroamericanos, o 0.05% eram amerindios, o 0.41% eram asiáticos, o 0.05% eram insulares do Pacífico, o 0.26% eram de outras raças e o 0.87% pertenciam a dois ou mais raças. Do total da população o 0.87% eram hispanos ou latinos de qualquer raça.